# Genètica de poblacions
La genètica de poblacions és l'estudi de la distribució dels al·lels i dels canvis en la seva freqüència. Tant aquella con aquests són causats per la influència de les quatre forces evolutives: la selecció natural, la deriva genètica, la mutació i el flux gènic. La genètica de poblacions també estudia la subdivisió de les poblacions i la distribució d'aquestes en l'espai. De fet, intenta explicar fenòmens com l'adaptació i l'especiació. La genètica de poblacions és un ingredient essencial en la síntesi evolutiva moderna; fou fundada per Sewall Wright, J. B. S. Haldane i R. A. Fisher, que també van establir els fonaments de la disciplina relacionada de la genètica quantitativa.
La variació genètica dins d'una població i entre poblacions d'una espècie apareix a conseqüència de l'existència de diversos al·lels de diferents loci.

## Fonaments matemàtics
Suposem una població de mida infinita i mantenint l'estudi d'un sol locus autosòmic amb dos al·lels de freqüència gènica p i q respectivament. També suposem que no hi ha diferencials reproductius entre els diferents genotips d'aquest locus i l'absència de mutació i de flux gènic entre poblacions
Definicions:
- P - Freqüència d'individus homozigots per a l'al·lel de freqüència p
- Q - Freqüència d'individus homozigots per a l'al·lel de freqüència q
- H - Freqüència d'individus heterozigots.

```
p+q=1
P+Q+H=1
Llavors p=P+1/2H i
q=Q+1/2H
```

Podem aïllar H a l'última equació H=1-P-Q